# Kunčina Ves
Kunčina Ves (deutsch Kunzendorf, früher Kunzinow) ist eine Gemeinde in Tschechien. Sie liegt acht Kilometer südwestlich von Kunštát und gehört zum Okres Blansko.

## Geographie

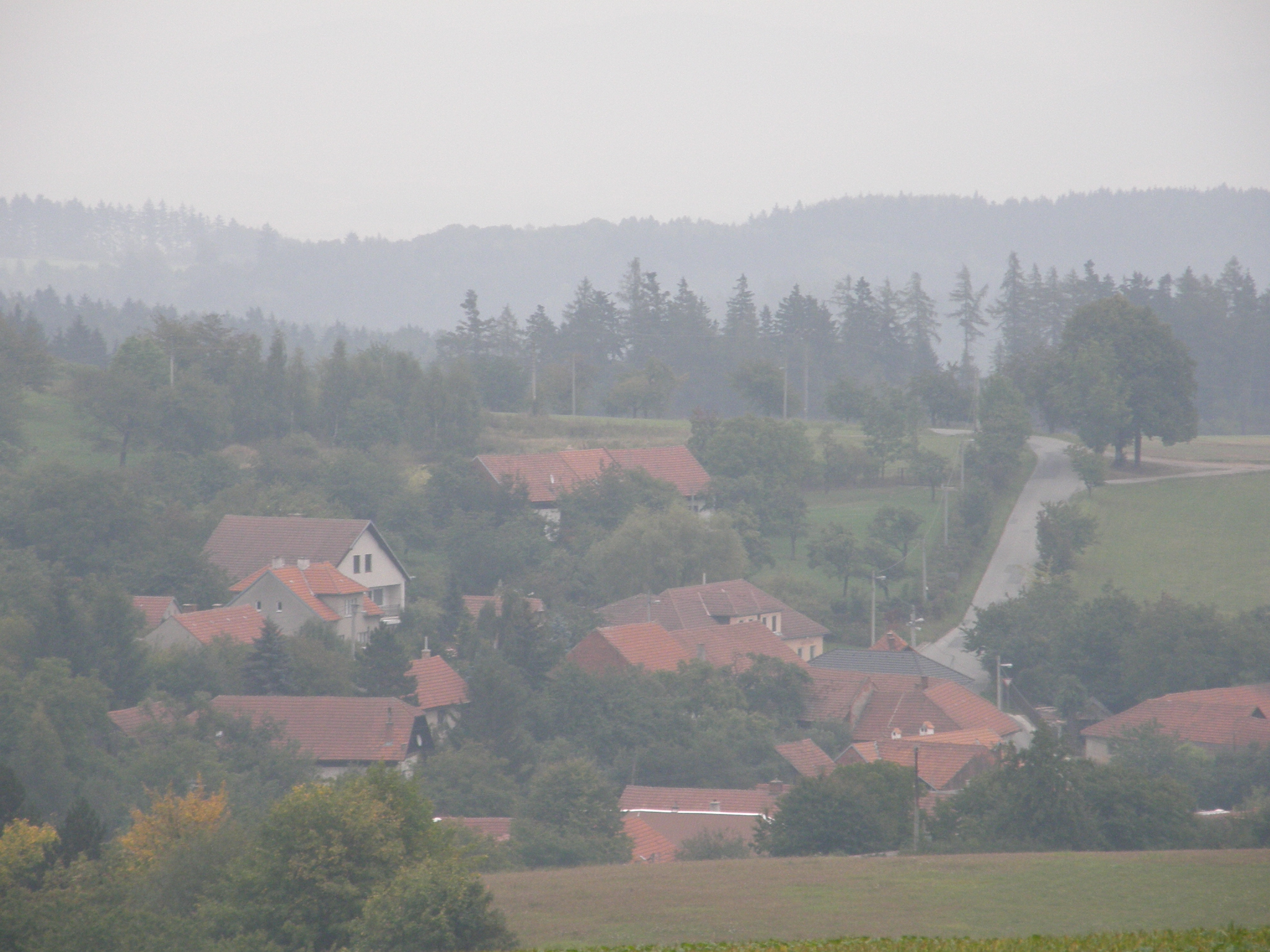
Kuncina Ves

Kunčina Ves befindet sich in der Sýkořská pahorkatina, einer Untereinheit der Nedvědická vrchovina in der Böhmisch-Mährischen Höhe. Das Dorf liegt am östlichen Fuße des Kozárovský kopec (664 m) am Bach Býkovka, der 300 m nordwestlich des Ortes entspringt. Südlich erhebt sich die Kraví hlava (566 m), im Südwesten der Babylon (656 m) sowie nordwestlich der Láze (642 m). Kunčina Ves liegt im Südosten des Naturparks Lysicko.
Nachbarorte sind Bedřichov und Kunice im Norden, Lhota u Lysic und Záoboří im Nordosten, Štěchov, Lačnov und Žerůtky im Osten, Býkovice, Dlouhá Lhota und Brťov-Jeneč im Südosten, Zhoř und Rašov im Süden, Strhaře und Kozárov im Südwesten, Žleby und Osiky im Westen sowie Brumov im Nordwesten.

## Geschichte
Kunčina Ves wurde wahrscheinlich im 13. Jahrhundert durch die Herren von Lomnitz gegründet. Die erste schriftliche Erwähnung des bis dahin zur Herrschaft Lomnice gehörigen Dorfes erfolgte 1392 im Zuge des Verkaufs eines Teils des Dorfes an die Herrschaft Lysice. 1658 kaufte Ferdinand Leopold Graf Březnický von Náchod auf Lysice auch den Lomnitzer Anteil auf, sodass ab diesem Zeitpunkt das gesamte Dorf zu Lysice untertänig wurde. Er ließ einen herrschaftlichen Hof anlegen und das Dorf vergrößern. In der zweiten Hälfte des 17. Jahrhunderts änderte sich der Ortsname in Kunčinov.
Nach der Aufhebung der Patrimonialherrschaften bildete Kunčinov ab 1850 eine Gemeinde in der Bezirkshauptmannschaft Boskovice. Im Jahre 1900 lebten in den 36 Häusern des Dorfes 313 Menschen. Die Freiwillige Feuerwehr gründete sich 1912. 1927 wurde das Spritzenhaus fertiggestellt. Im Zuge der Bodenreform erfolgte 1924 eine Parzellierung des herrschaftlichen Hofes. Im Jahre 1925 wurde der Ort umbenannt und erhielt seinen ursprünglichen Namen Kunčina Ves zurück. Schulort war zunächst Bedřichov. Mit maßgeblicher Unterstützung des Grafen Dubský von Třebomyslice auf Schloss Lysice konnte 1939 in Kunčina Ves eine eigene Schule eingeweiht werden, in die auch die Kinder aus dem Nachbardorf Kozárov eingeschult wurden. Nach der Auflösung des Okres Boskovice kam Kunčina Ves mit Beginn des Jahres 1961 zum Okres Blansko. 1969 wurde die Schule geschlossen und die Kinder nach Lysice umgeschult. Im Schulgebäude wurde 1976 ein Kultursaal eingeweiht, zugleich fand dort auch das Gemeindeamt sein neues Domizil. Am 1. Juli 1980 erfolgte die Eingemeindung nach Lysice. Seit 1990 besteht die Gemeinde wieder. Im Jahre 2000 bestand das Dorf aus 39 Häusern, von denen 23 dauerhaft bewohnt waren.

## Gemeindegliederung
Für die Gemeinde Kunčina Ves sind keine Ortsteile ausgewiesen.

## Sehenswürdigkeiten
- Kapelle des hl. Cyrill und Method auf dem Dorfplatz. In Kozárov wurde 1971 im Rahmen der Aktion Z eine 67 kg schwere Glocke für die Kapelle gegossen.
- Kozárovský kopec, westlich des Dorfes, Aussichtspunkt
- Babylon, auf dem südöstlichen Gipfel des Kozárovský kopec befindet sich über dem Dorf ein 42 m hoher Sendeturm mit einer in 24 m Höhe angebrachten Aussichtsplattform. Er wurde Ende 2000 vom Unternehmen Ericsson als Basisstation für das Mobilfunknetz Oskar errichtet.